# Union Sportive Avranches
El Unión Deportivo Avranches es un equipo de fútbol de la ciudad de Avranches, en el departamento de la Mancha, Francia. Actualmente juega en el Championnat National 2, la cuarta liga de fútbol más importante del país.

## Historia
El club fue fundado en el año 1897, aunque el fútbol llegó a la ciudad a mediados del siglo XIX por la influencia de inmigrantes británicos. Su primer partido lo jugaron ante el AS du Collége de Vire.
En su historia han pasado desapercibidos rondando entre el sétimo y el cuarto nivel del fútbol de Francia, aunque disputaron el primer Championnat National en 1993/94, ganando en su partido de debut ante el AS Cherbourg Football 2-0, donde luego ganaron otros ocho partidos consecutivos. En esa temporada el equipo bajó su nivel y acabaron novenos.
Descendieron al Championnat de France Amateur 3 años más tarde, y al año siguiente descendieron a la CFA 2, pero regresaron a la CFA en la temporada 2008/09, donde están desde entonces.
El club retorna al Championnat National para la temporada 2014/15.

## Presidentes
| Pos. | Nombre            | Periodo   |
| ---- | ----------------- | --------- |
| 1    | Marcel Barbé      | 1897–1907 |
| 2    | Victor Poisnel    | 1907–1914 |
| 3    | Armand Lebreton   | 1917–1940 |
| 4    | Alexandre Legrand | 1940–1943 |
| 5    | Eugène Dodier     | 1943–1944 |
| 6    | Henri Barbé       | 1944–1945 |
| 7    | Docteur Gendrot   | 1945–1960 |
| 8    | Albert Nativelle  | 1960–1970 |

| Pos. | Nombre             | Periodo   |
| ---- | ------------------ | --------- |
| 9    | Claude Masson      | 1970–1973 |
| 10   | Docteur Gendrot    | 1973–1975 |
| 11   | Albert Nativelle   | 1975–1976 |
| 12   | Rémi Guérin        | 1976–1981 |
| 13   | Thierry Lecardonel | 1981–1985 |
| 14   | Gérard Antoine     | 1985–1988 |
| 15   | Philippe Dupré     | 1988–1990 |
| 16   | Gilbert Guérin     | 1990-     |

## Entrenadores

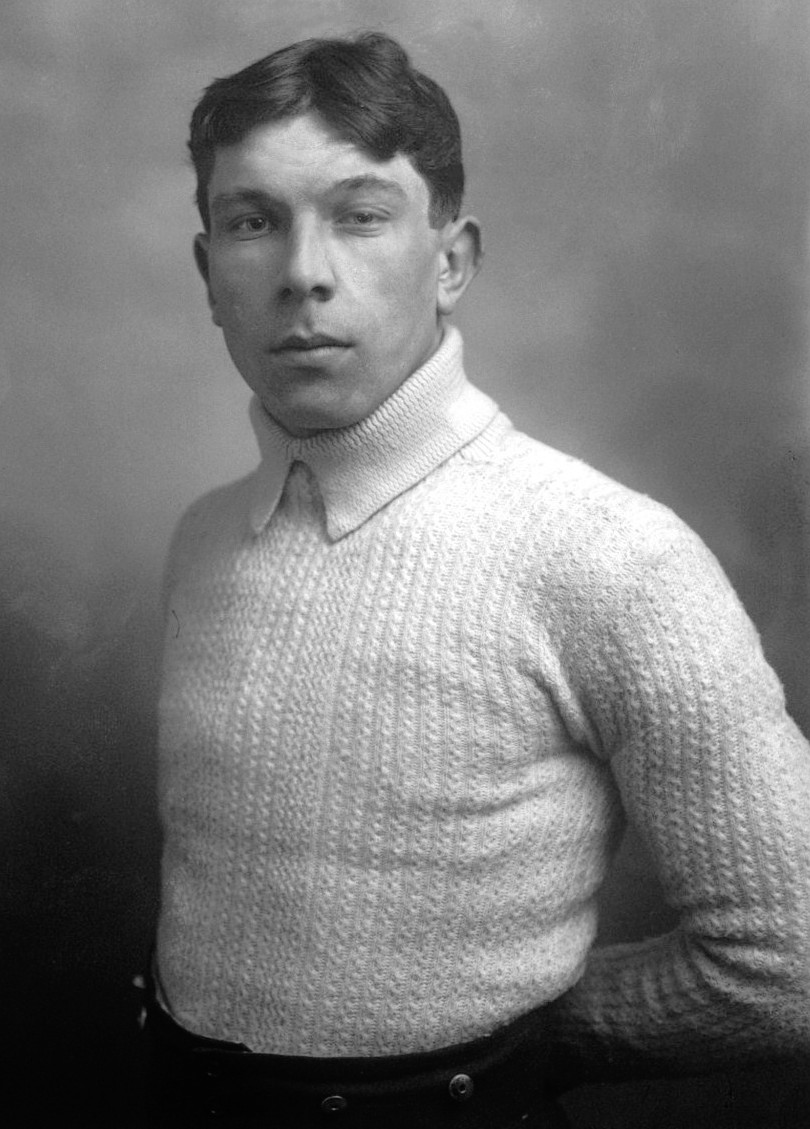
Pierre Chayriguès, entrenador de 1952 a 1955

| Rang | Nom               | Période   |
| ---- | ----------------- | --------- |
| 1    | Jean Lhermitte    | 1947-?    |
| 2    | Pierre Chayriguès | 1952–1955 |
| 3    | Lucien Vallaeys   | 1966–1970 |
| 4    | Gilles Hidrio     | 1970–1972 |
| 5    | Luis Borgo        | 1972–1973 |
| 6    | Adolphe Mamberta  | 1974–1978 |
| 7    | Roland Beatrix    | 1978–1981 |
| 8    | Pierre Leresteux  | 1981–1986 |
| 9    | Bernard Maccio    | 1986–1997 |
| 10   | Bernard Maligorne | 1997–1999 |

| Pos. | Nombre                 | Periodo   |
| ---- | ---------------------- | --------- |
| 11   | Gilles Guillot         | 1999–2000 |
| 12   | Yann Ruel              | 2000–2001 |
| 13   | Bernard Maccio         | 2001–2002 |
| 14   | Richard Lecour         | 2002      |
| 15   | Christophe Point       | 2002–2005 |
| 16   | Jean-Noël Le Buzullier | 2005–2007 |
| 17   | Živko Slijepčević      | 2008–2010 |
| 18   | Stéphane Mottin        | 2010-12   |
| 19   | Richard Déziré         | 2012-     |

## Jugadores destacados
| - Thomas Alix - Yoann Bourillon - Sébastien Cuvier - Christophe Duboscq - Jean-Jacques Eydelie - René Fenouillère - Jonathan Fériaud - Alexandre Le Tellier - Florian Lebrun - Richard Lecour - Anthony Lemée - Rodolphe Perrigault - Jacques Philip - Mickaël Pizzo - Mathias Restout | - Philip Eneyama - Carlos Manuel Ferreira - Mario Martins - Hamadou Diallo - Nicolas Radović |